# Riochiquitos
Riochiquitos fou una regió de Colòmbia, no lluny de Marquetalia, on el 1953 es van establir els guerrillers comunistes del Partit Comunista de Colòmbia que van governar la comarca fins que foren expulsats per l'exèrcit el 1964. El govern la va considerar una de les "repúbliques independents" de signe comunista establertes aquells anys a Colòmbia.